# Glenn Meldrum
Pour les articles homonymes, voir Meldrum (homonymie).
Glenn Meldrum est un acteur australien, né le 8 octobre 1986 à Melbourne. Il est connu notamment pour avoir tenu le rôle de Phil Marsten dans la série télévisée Grand Galop. Il a surtout eu des petits rôles dans quelques séries TV et dans le film The Wog Boy, en 2000.

## Filmographie
- 1996 : The Genie from Down Under (série TV) : Baz[1]
- 1998 : The Genie from Down Under 2 : Baz
- 2000 : The Wog Boy : Clayton
- 2001-2004 : Grand Galop : Phil Marsten
- 2003 : Blue Heelers : Todd Gilmore